# ACDelco
«ACDelco» — американский бренд автозапчастей, принадлежащий компании «General Motors». «ACDelco» производит как заводские запчасти для автомобилей «General Motors», так и запчасти для других автомобилей, а также широкий спектр продукции военного назначения (стрелкового, торпедного и ракетного вооружения, электроники и прицельных приспособлений для летательных аппаратов и бронетехники). В течение долгих лет своей истории этот бренд был известен под разными названиями, в частности «United Motors Corporation» (Юнайтед Моторс Корпорейшн), «United Motors Service» (Юнайтед Моторс Сервис) и «United Delco» (Юнайтед Делко). В 1974 году бренд слился с «AC Spark Plug» и получил название «AC-Delco» (Эйси-Делко).

## История
В 1916 году Уильям Дюрант создал холдинговую компанию «United Motors Corporation», которая производила комплектующие и аксессуары к автомобилям. В 1908 году Дюрант уже был основателем компании «General Motors» и владельцем компании «Buick» (Бьюик). После того как в 1910 году он потерял контроль над «General Motors», в 1911 году Дюрант вместе с Луи Шевроле основывают компанию «Chevrolet» (Шевроле), прибыль от которой в 1916 году позволила ему вернуть себе должность управляющего корпорацией «General Motors». Примерно в то же время он создаёт компанию «United Motors».
В конце XIX века Дюрант стал совладельцем одной из крупнейших в США колясочностроительной компании «Durant-Dort Carriage». Переживая из-за того, что они не смогут закупать запчасти и сырьё по приемлемым ценам или в нужных количествах, Дюрант и его партнер Дорт создали вертикально-интегрированную компанию, (в собственности которой были твердолиственные лесоматериалы) производившую свои кузова, колеса, оси, обивочные материалы, рессоры, лаки и плети.
Сначала в корпорацию «United Motors» входила компания Альфреда Слоана «Hyatt Roller Bearing Company» (производство антифрикционных шарикоподшипников), компания «New Departure Manufacturing Company» (производство шарикоподшипников), компания «Remy Electric Company» (производство электростартера, освещения и приборов зажигания), компания Чарльза Кеттеринга и Эдварда Дидса «Engineering Laboratories Company» (производство электрооборудования) и корпорация «Perlman Rim Corporation».
Альфред Слоан был назначен президентом компании «United Motors». В последующие два года Слоан приобрел корпорацию «Harrison Radiator Corporation» (производство радиаторов), а в сентябре 1916 года компании «Lovell-McConnell Manufacturing Company» (переименована в «Klaxon») и организовал компанию «United Motors Service» для продажи и обслуживание целой линейки продуктов по всей стране.

### «Дженерал Моторз» — «Юнайтед Моторз Сервис»
Сначала компания «United Motors» была самостоятельной, но в 1918 году её, за 45 миллионов долларов, приобретает «General Motors» (три четверти долговых обязательств и одна четвертая обыкновенных акций), а уже 31 декабря 1918 «United Motors» объединяется с «GM».
«United Motors» была переименована в «United Motors Service» и продолжила свою деятельность без каких-либо кардинальных изменений. Однако, все её производство теперь были направлено на развитие брендов «GM». В 1923 году Альфред Слоан становится президентом компании «General Motors», а в 1956 году уходит на пенсию уже с должности председателя правления компании. Чарльз Кеттеринг, соучредитель компании «Делко», в течение 27 лет работал в «General Motors» руководителем исследовательского центра. Уильям Дюрант в последний раз потерял контроль над компанией «GM» в 1920 году.
В 1944 году компания «United Motors Service» стала полностью интегрированным подразделением «General Motors».

### «Юнайтед Делко»
Примерно в 1960 году название подразделения изменили на «United Delco». Поскольку слово «Делко» уже на слуху у покупателей, то его добавляли к названиям всех отделений компании (Delco Remy, Delco Harrison, Delco Packard (Packard Electric), Delco Moraine).

### «Эйси Флинт»
В 1899 году в США приезжает известный велогонщик Альберт Чампион. Он устроился на работу к братьям Странганам, которые в 1905-06 году открыли компанию под названием «Champion Spark plug Co». Альберту не нравилась его работа потому, что у него не было никакой власти. Прежде чем покинуть Европу в 1898 году у него на руках был уже как минимум один патент на изобретение свечи зажигания. В 1908 году он встретился с Билли Дюрантом и тот попросил показать некоторые фото прототипов. В то время компания «Buick» использовала свечи зажигания марки «Rajah». Альберт пообещал Дюранту вернуться на следующий день уже с фотографиями, и сделал. Дюрант подумал, что они смогут сами производить свечи зажигания Альберт, что обойдется гораздо дешевле, чем покупать свечи марки «Rajah». Альберт сразу же приступил к работе над производством свечей зажигания для «Бьюик». В 1927 году компания Альберта и Билли под названием «AC Flint» стала частью «General Motors».

### «Эйси-Делко»
В 1974 году, в надежде оптимизировать производственные процессы и маркетинговые инициативы, «General Motors» решает объединить «AC Spark Plug» и «United Delco», которые в течение многих лет продавали товары одним и тем же покупателям. В результате такого слияния вышла компания «AC-Delco».

### «ЕйСиДелко»
К середине 1990-х годов в подразделении произошли еще ряд изменений. В 1994 году «General Motors» передает часть подразделения под названием «Delco-Remy» в руки частным инвесторам. В том же году компания создает компанию по производству автомобильных деталей под названием «Automotive Components Group» для управления подразделением «Delco Electronics». Компания «Automotive Components Group» позже переименовали в «Delphi» (Делфи), а в 1999 году и вовсе вывели из состава «General Motors». В 1995 «GM» решили обновить свою торговую марку «AC Delco» и убрали из её названия дефис. Бренд «ACDelco» получил новый фирменный логотип и маркетинговую инициативу.